# 2019冠状病毒病阿鲁巴疫情
2019冠状病毒病阿鲁巴疫情，介绍在2019新型冠狀病毒疫情中，在阿鲁巴发生的情况。

## 时间轴
2020年3月13日，阿鲁巴宣布境內首次确诊两例2019冠状病毒病病例，其中一人从美国纽约进入阿鲁巴，另一人是阿魯巴水公司的美國籍顧問。决定除本国公民外所有歐洲旅客自3月15日起不得入境。
3月17日，阿鲁巴报告第3例确诊病例。稍晚确诊第4例病例。
3月20日，报告第5例病例，为机场的一名雇员，从纽约度假回来。
3月21日，新增3例病例，累计确诊8例。
3月22日，报告第9例病例。
3月23日，新增3例病例，累计确诊12例。
3月24日，新增5例病例，累计确诊17例。
3月25日，新增2例病例，累计确诊19例。
3月26日，新增9例病例，累计确诊28例。
3月27日，新增5例病例，累计确诊33例。